# Cystorchis aphylla
Cystorchis aphylla är en orkidéart som beskrevs av Henry Nicholas Ridley. Cystorchis aphylla ingår i släktet Cystorchis, och familjen orkidéer. Inga underarter finns listade i Catalogue of Life.